# 헬프 데스크
헬프 데스크(Help desk)는 일반적으로 전자 또는 컴퓨터 문제에 대한 지원과 정보를 제공하는 부서 또는 사람이다. 1990년대 중반 로버트 고든 대학교(Robert Gordon University)의 이안 미들턴(Iain Middleton)의 연구에서는 조직의 헬프 데스크의 가치를 연구했다. 사용자 문제에 대한 사후 대응뿐만 아니라 수많은 고객이나 직원과 매일 소통하는 헬프 데스크의 독특한 위치에서도 가치가 파생된다는 사실을 발견했다. 기술적 문제, 사용자 선호도, 만족도 등의 영역에서 얻은 정보는 다른 정보 기술 부서의 계획 및 개발 작업에 귀중한 정보가 될 수 있다.
대규모 헬프 데스크에는 "문제"라고 하는 들어오는 요청을 관리하는 사람이나 팀이 있다. 일반적으로 대기열 관리자 또는 대기열 감독자라고 한다. 대기열 관리자는 헬프데스크 규모나 구조에 따라 다양한 방식으로 설정될 수 있는 문제 대기열을 담당한다. 일반적으로 대규모 헬프 데스크에는 다양한 문제에 대한 작업 경험이 있는 여러 팀이 있다. 대기열 관리자는 제기된 문제 유형에 따라 전문 팀 중 하나에 문제를 할당한다. 일부 헬프 데스크에는 특정 주제에 대한 전화가 필요한 경험이나 지식을 갖춘 분석가에게 전달되도록 ACD 분할이 가능한 전화 시스템이 있을 수 있다.

## 같이 보기
- 콜 센터
- 고객 서비스
- 기술 지원